# Lasy Lęborskie
Lasy Lęborskie este o arie protejată (arie de protecție specială avifaunistică — SPA) din Polonia întinsă pe o suprafață de 8.565,33 ha, integral pe uscat.

## Localizare
Centrul sitului Lasy Lęborskie este situat la coordonatele 54°39′00″N 17°57′49″E / 54.65°N 17.9636°E.

## Înființare
Situl Lasy Lęborskie a fost declarat arie de protecție specială avifaunistică în octombrie 2007 pentru a proteja 13 specii de animale.

## Biodiversitate
Situată în ecoregiunea continentală, aria protejată nu include niciun habitat protejat.
La baza desemnării sitului se află mai multe specii protejate de  păsări (13): minunița (Aegolius funereus), Bucephala clangula, caprimulg (Caprimulgus europaeus), porumbel de scorbură (Columba oenas), ciocănitoarea de stejar (Dendrocopos medius), ciocănitoare neagră (Dryocopus martius), muscar (Ficedula parva), ciuvică (Glaucidium passerinum), cocor (Grus grus), codalb (Haliaeetus albicilla), sfrâncioc roșiatic (Lanius collurio), ciocârlie de pădure (Lullula arborea), fluierarul de zăvoi (Tringa ochropus).